# Moord op Jesse Dingemans
De moord op Jesse Dingemans was een geruchtmakende gebeurtenis in de Nederlandse plaats Hoogerheide die plaatsvond op 1 december 2006. De achtjarige scholier Jesse Dingemans werd met ernstige verwondingen aan de hals aangetroffen in een klaslokaal van basisschool De Klim-Op en overleed korte tijd later. De 22-jarige Julien C. uit Hoogerheide werd later die dag aangehouden als verdachte en werd uiteindelijk veroordeeld tot elf jaar en zeven maanden celstraf en tbs wegens doodslag.

## Moord
Jesse Dingemans was op de ochtend van 1 december 2006 met zijn klas in de aula van de school bezig. Om kwart over elf moest hij iets uit het klaslokaal halen, maar kwam niet meer terug naar de aula. Toen zijn lerares hem ging zoeken, vond zij hem met ernstige verwondingen in de hals in het klaslokaal. Ze belde het alarmnummer. Toen de politie arriveerde, bleek de jongen al aan de verwondingen te zijn overleden.

## Aanhouding van Julien C.
Enkele uren na de moord werd de 22-jarige Julien C. uit Hoogerheide aangehouden. Hij gaf toe op de bewuste dag in de school te zijn geweest, maar ontkende de dader te zijn van het gebeurde. De verdachte bleek voorwaardelijk in vrijheid gesteld te zijn na veroordeling voor een roofoverval.
Een stiefbroertje van C. zat in dezelfde klas als Dingemans. De verwarde C. zou in de school naar zijn broer op zoek zijn geweest. Jesse Dingemans was volgens de directeur van de basisschool een volstrekt willekeurig slachtoffer.

## Rechtszaak
Julien C. werd op 6 september 2007 door de rechtbank van Breda veroordeeld tot twaalf jaar gevangenisstraf plus tbs wegens doodslag. Het OM had twintig jaar plus tbs geëist wegens moord. De rechtbank achtte bewezen dat de verdachte Jesse had gedood met een keukenmes dat hij had meegenomen van huis, maar niet dat hij dit met voorbedachten rade had gedaan. Julien C. ontkende dat hij iets met de dood van Dingemans te maken had en ging in hoger beroep. Het Openbaar Ministerie ging eveneens in hoger beroep en eiste wederom twintig jaar en tbs. 

### Eerste hoger beroep
Op 26 februari 2008 oordeelde het Hof dat er wel degelijk sprake was van moord en veroordeelde de verdachte tot een levenslange gevangenisstraf. Dit mede omdat herhaling niet uitgesloten werd geacht. Tbs werd afgewezen omdat de verdachte onderzoek door het Pieter Baan Centrum had geweigerd. Julien C., die zijn eigen verdediging voerde, kondigde aan in cassatie te gaan.

### Eerste cassatie
Op 17 november 2009 verwees de Hoge Raad de zaak terug naar het gerechtshof. Volgens de Hoge Raad had het gerechtshof onvoldoende onderzocht waarom C. geen advocaat had genomen en kon C. de gevolgen van deze beslissing niet overzien.

### Tweede hoger beroep
Op 12 augustus 2010 kwam de zaak opnieuw voor bij het gerechtshof in Arnhem. Julien C. werd deze keer wel bijgestaan door advocaten. Door het OM werd wederom twintig jaar en tbs geëist. Het hof deed echter geen uitspraak en besloot de zaak te heropenen, zodat er een nieuwe rapportage kon komen van een psychiater en een psycholoog. Op 18 mei 2011 werd Julien C. veroordeeld tot twaalf jaar gevangenisstraf en tbs voor doodslag op Dingemans. Julien C. en zijn advocaat gingen tegen deze uitspraak in cassatie, mede omdat ze het niet eens waren met de tbs. Julien C. had niet meegewerkt aan een onderzoek en was daarom van mening dat er geen stoornis was vastgesteld en daarom tbs niet opgelegd kon worden. Het OM besloot van cassatie af te zien, juist omdat tbs was opgelegd.

### Tweede cassatie
Op 23 mei 2012 bevestigde de Hoge Raad het vonnis, met aftrek van drie maanden omdat men niet binnen redelijke termijn tot een uitspraak was gekomen. De definitieve straf was daarmee elf jaar en zeven maanden gevangenisstraf plus tbs.

## Aandacht
Twee dagen na de moord werd er voor het slachtoffer een herdenkingsdienst gehouden. Na de dienst in de Onze-Lieve-Vrouw-Hemelvaartkerk en tegelijkertijd in een sporthal, was er een stille tocht naar de basisschool Klim-Op. Aan deze tocht deden tussen de 1500 en 2000 mensen mee. Deze deelnemers bevestigden de meegedragen bloemen en andere objecten in de heg voor de school. Dingemans werd op 7 december 2006 begraven op de begraafplaats in Hoogerheide. Het gebeurde en de rechtszaken kreeg veel aandacht van de media.

## Documentaire
Een kleine vijf jaar na de moord, op 29 augustus 2011, zond de RKK een documentaire uit met de titel Het drama van... De schoolmoord in Hoogerheide. Hierin werd met de moeder van Jesse, zijn juf, en enkele andere betrokkenen teruggekeken op het drama.